# Německá fotbalová Bundesliga
Německá fotbalová Bundesliga (německy v originálním názvu Fußball-Bundesliga) je nejvyšší německá fotbalová soutěž. Jejím pořadatelem je Deutscher Fußball-Bund (Německý fotbalový svaz). O jejím založení bylo rozhodnuto tímto svazem 28. července 1962 v Dortmundu. Nižší soutěží je 2. německá fotbalová Bundesliga.
V soutěži působí celkem 18 týmů, z nichž 4 postupují přímo do hlavní fáze Ligy mistrů. Pátý tým z ligy hraje Evropskou ligu a šestý tým kvalifikaci o Konferenční ligu. Často se stává, že německý národní pohár DFB-Pokal vyhraje někdo z prvních 5 týmů, v takovém případě by i 6. tým šel do Evropské ligy a 7. hrál kvalifikaci o Konferenční ligu. Dva nejhorší týmy soutěže sestupují do 2. ligy a jsou nahrazeny prvním a druhým týmem této nižší soutěže. Šestnáctý tým hraje baráž o udržení s třetím týmem 2. ligy. Vítěz soutěže navíc dostává právo bojovat na počátku následujícího ročníku s vítězem DFB-Pokal o Superpohár zvaný DFL-Supercup.

## Historie

### Raná historie (1903 - 1944)
Dějiny německého fotbalu dostaly nový spád 28. ledna 1900, kdy bylo v Lipsku 86 fotbalovými kluby odsouhlaseno založení Deutscher Fussball Bund (DFB), čili Německého fotbalového svazu. Tento orgán řídí německé fotbalové soutěže do dnešních dnů. První oficiální mistrovství se odehrálo mezi lety 1902/03 a prvním vítězem se stalo VfB Leipzig, které ve finále hraném v Hamburku porazilo česko-německé DFC Prag 7-2. Zájem o účast v soutěži se mezi kluby šířil velmi rychle a DFB již v roce 1904 vstoupilo do konfederace FIFA jako jeden ze zakládajících členů.

Replika Viktoria Meisterschaftstrophäe (1903-44) v museu

Mezi lety 1903 a 1944 hrály kluby o trofej zvanou Viktoria Meisterschaftstrophäe (Viktoriin mistrovský pohár). V roce 1908 byla na několik let přejmenována na Kronprinzenpokal (princův pohár), což bylo na počest korunního prince Viléma Pruského. Soutěž byla přerušena během první světové války (nehrálo se 1914 - 1919) a její rozpad zapříčinila druhá světová válka v roce 1944. Posledním vítězem Viktoriina poháru bylo Dresdner SC. Nejúspěšnějšími kluby této éry byly FC Schalke 04 a 1. FC Norimberk, oba se 6 německými tituly na kontě.

### Období rozloučení (1948 - 1991)
Během války se Viktoriina trofej ztratila nebo byla zničena. Později byla vytvořena replika, která je dnes uložena v East German bank. Byla proto nutnost vytvořit trofej novou. Vybrán byl návrh Meisterschale (Mistrovský talíř), někdy zvaný také „salátová mísa“. Vytvořen byl roku 1949 a ke korunovaci mistra slouží dodnes.
Z důvodu rozdělení Německa na Německou demokratickou republiku a Německou spolkovou republiku musela být rozdělena i Gauliga (název soutěže v letech 1933-45). Novým názvem pro obě vzniklé soutěže se stala Oberliga (pro východní DDR Oberliga). Za pokračovatele Gauligy je z politických i historicky sportovních důvodů považována Oberliga NSR. Zde byl po Mistrovství světa ve fotbale 1962 ustanoven nový formát soutěže (ze systému dvou skupin a finálového zápasu) na systém ligový, podobný anglické Barclays Premier League. Pro lepší konkurenceschopnost soutěže o tom rozhodli představitelé svazu 28. července 1962 v Dortmundu. Nová soutěž dostala název Fußball-Bundesliga a prvním vítězem v premiérovém ročníku 1963/64 se stal 1. FC Köln. Trofejí pro nově vzniklou soutěž zůstal Meisterschale (Mistrovský talíř).

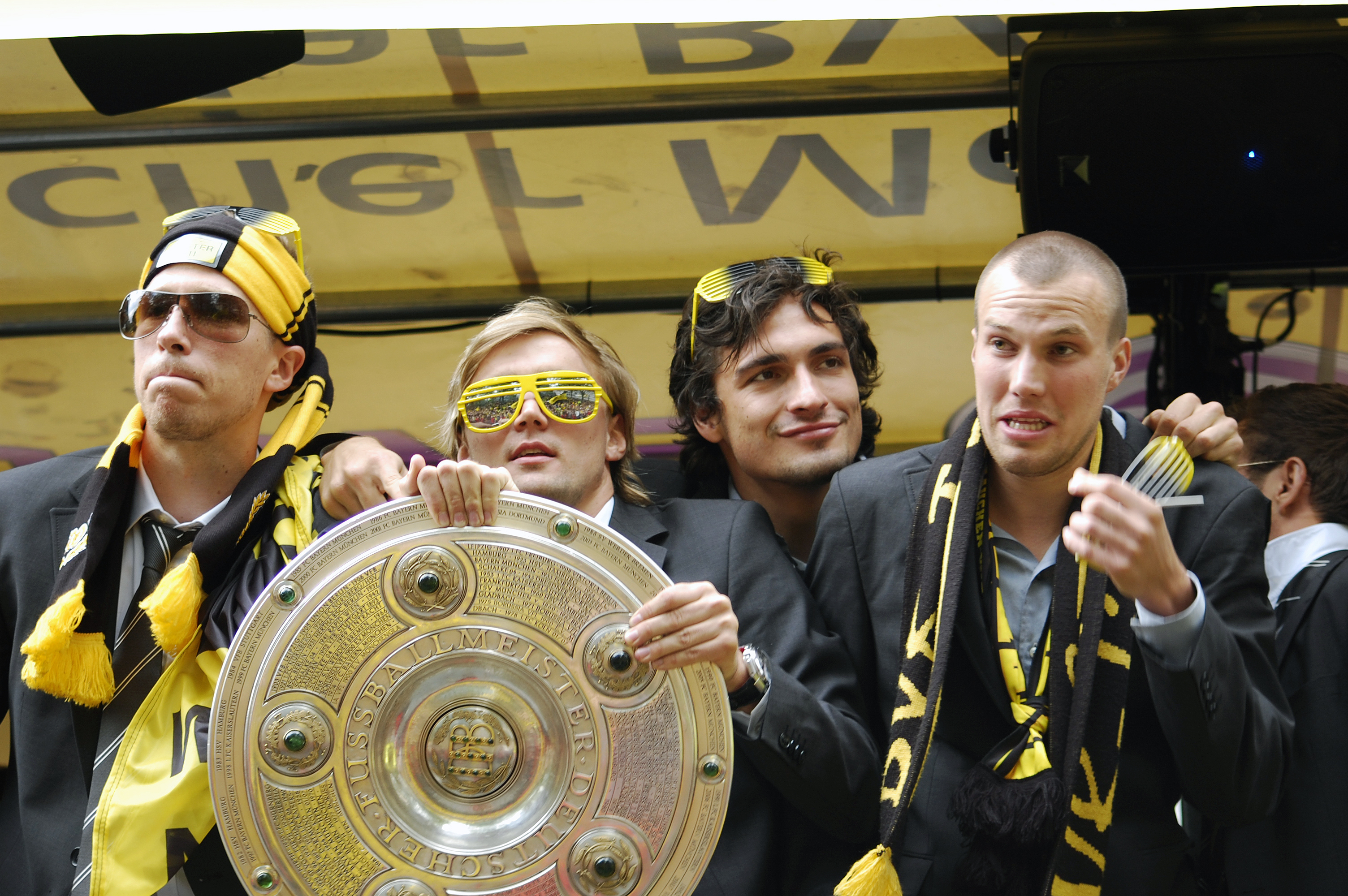
Oslavy titulu Borussia Dortmund (2011)

Plody nově vzniklé soutěže se dostavily velice záhy v podobě úspěchů německých mužstev v Evropských pohárech pořádaných pod UEFA. Vítězi Ligy mistrů se stali Bayern Mnichov (3x) a Hamburger SV. Další dva kluby se probojovaly do finále. Podobné úspěchy jsou i v Poháru UEFA, který v této epoše vyhrála 2x Borussia Mönchengladbach, po jednom triumfu má pak Bayer 04 Leverkusen a Eintracht Frankfurt. Pohár vítězů pohárů v této době vyhrály německé týmy celkem 4x.

### Sloučení s Oberligou DDR (1991)
V roce 1991 po sloučení Německa došlo i k opětovnému přidružení Deutscher Fußball-Verband der DDR (fotbalového svazu NDR) s Deutscher Fussball Bund (DFB). Díky tomu došlo i ke startu Východoněmeckých klubů ve Fußball-Bundeslize. V sezoně 1991/92 (první společné) měla soutěž 20 členů, kteří byli později zredukováni na dnešních 18.
Historicky nejúspěšnějším klubem je Bayern Mnichov se 22 tituly na kontě (z toho 21 v Bundeslize). Dnes patří Německá fotbalová Bundesliga k nejlepším soutěžím v Evropě a v žebříčku UEFA jí patří třetí místo  za anglickou Barclays Premier League a španělskou Primera División.
Bundesliga je nejnavštěvovanější fotbalovou ligou na světě, v sezóně 2014/15 zaznamenala průměr 42 344 diváků na zápas.

## Nejlepší kluby v historii - podle počtu titulů
| Vítězové nejvyšší ligové soutěže |        |            | |
| Klub                             | Tituly | Bundesliga | Vítězné ročníky |
| FC Bayern Mnichov                | 34     | 32         | 1932, 1969, 1972, 1973, 1974, 1980, 1981, 1985, 1986, 1987, 1989, 1990, 1994, 1997, 1999, 2000, 2001, 2003, 2005, 2006, 2008, 2010, 2013, 2014, 2015, 2016, 2017, 2018, 2019, 2020, 2021, 2022, 2023, 2025 |
| 1. FC Norimberk                  | 9      | 1          | 1920, 1921, 1924, 1925, 1927, 1936, 1948, 1961, 1968 |
| Borussia Dortmund                | 8      | 5          | 1956, 1957, 1963, 1995, 1996, 2002, 2011, 2012 |
| FC Schalke 04                    | 7      | -          | 1934, 1935, 1937, 1939, 1940, 1942, 1958 |
| Hamburger SV                     | 6      | 3          | 1923, 1928, 1960, 1979, 1982, 1983 |
| Borussia Mönchengladbach         | 5      | 5          | 1970, 1971, 1975, 1976, 1977 |
| VfB Stuttgart                    | 5      | 3          | 1950, 1952, 1984, 1992, 2007 |
| 1. FC Kaiserslautern             | 4      | 2          | 1951, 1953, 1991, 1998 |
| Werder Brémy                     | 4      | 4          | 1965, 1988, 1993, 2004 |
| VfB Leipzig                      | 3      | -          | 1903, 1906, 1913 |
| SpVgg Fürth                      | 3      | -          | 1914, 1926, 1929 |
| 1. FC Köln                       | 3      | 2          | 1962, 1964, 1978 |
| BFC Viktoria 1889                | 2      | -          | 1908, 1911 |
| Hertha BSC                       | 2      | -          | 1930, 1931 |
| Dresdner SC                      | 2      | -          | 1943, 1944 |
| Hannover 96                      | 2      | -          | 1938, 1954 |
| Union 92 Berlin                  | 1      | -          | 1905 |
| Freiburger FC                    | 1      | -          | 1907 |
| Karlsruher FC Phönix             | 1      | -          | 1909 |
| Karlsruher FV                    | 1      | -          | 1910 |
| Holstein Kiel                    | 1      | -          | 1912 |
| Fortuna Düsseldorf               | 1      | -          | 1933 |
| SK Rapid Wien (Rakousko)         | 1      | -          | 1941 |
| VfR Mannheim                     | 1      | -          | 1949 |
| Rot-Weiss Essen                  | 1      | -          | 1955 |
| Eintracht Frankfurt              | 1      | -          | 1959 |
| TSV 1860 München                 | 1      | -          | 1966 |
| Eintracht Braunschweig           | 1      | 1          | 1967 |
| VfL Wolfsburg                    | 1      | 1          | 2009 |
| Bayer 04 Leverkusen              | 1      | 1          | 2024 |

## Vítězové jednotlivých ročníků
| Fußball-Bundesliga (1963 - 2023)                                                                  |                              |                          |                          |
| Ročník                                                                                            | Mistr                        | 2. místo                 | 3. místo                 |
| • V roce 1963 se kluby Mistrovství NSR dohodly na založení Fußball-Bundesligy                     |                              |                          |                          |
| 1963 – 1964                                                                                       | 1. FC Köln (2)               | MSV Duisburg             | Eintracht Frankfurt      |
| 1964 – 1965                                                                                       | Werder Brémy (1)             | 1. FC Köln               | Borussia Dortmund        |
| 1965 – 1966                                                                                       | TSV 1860 München (1)         | Borussia Dortmund        | Bayern Mnichov           |
| 1966 – 1967                                                                                       | Eintracht Braunschweig (1)   | TSV 1860 München         | Borussia Dortmund        |
| 1967 – 1968                                                                                       | 1. FC Norimberk (9)          | Werder Brémy             | Borussia Mönchengladbach |
| 1968 – 1969                                                                                       | Bayern Mnichov (2)           | Alemannia Aachen         | Borussia Mönchengladbach |
| 1969 – 1970                                                                                       | Borussia Mönchengladbach (1) | Bayern Mnichov           | Hertha BSC               |
| 1970 – 1971                                                                                       | Borussia Mönchengladbach (2) | Bayern Mnichov           | Hertha BSC               |
| 1971 – 1972                                                                                       | Bayern Mnichov (3)           | FC Schalke 04            | Borussia Mönchengladbach |
| 1972 – 1973                                                                                       | Bayern Mnichov (4)           | 1. FC Köln               | Fortuna Düsseldorf       |
| 1973 – 1974                                                                                       | Bayern Mnichov (5)           | Borussia Mönchengladbach | Fortuna Düsseldorf       |
| 1974 – 1975                                                                                       | Borussia Mönchengladbach (3) | Hertha BSC               | Eintracht Frankfurt      |
| 1975 – 1976                                                                                       | Borussia Mönchengladbach (4) | Hamburger SV             | Bayern Mnichov           |
| 1976 – 1977                                                                                       | Borussia Mönchengladbach (5) | FC Schalke 04            | Eintracht Braunschweig   |
| 1977 – 1978                                                                                       | 1. FC Köln (3)               | Borussia Mönchengladbach | Hertha BSC               |
| 1978 – 1979                                                                                       | Hamburger SV (4)             | VfB Stuttgart            | 1. FC Kaiserslautern     |
| 1979 – 1980                                                                                       | Bayern Mnichov (6)           | Hamburger SV             | 1. FC Kaiserslautern     |
| 1980 – 1981                                                                                       | Bayern Mnichov (7)           | Hamburger SV             | VfB Stuttgart            |
| 1981 – 1982                                                                                       | Hamburger SV (5)             | 1. FC Köln               | Bayern Mnichov           |
| 1982 – 1983                                                                                       | Hamburger SV (6)             | Werder Brémy             | VfB Stuttgart            |
| 1983 – 1984                                                                                       | VfB Stuttgart (3)            | Hamburger SV             | Borussia Mönchengladbach |
| 1984 – 1985                                                                                       | Bayern Mnichov (8)           | Werder Brémy             | 1. FC Köln               |
| 1985 – 1986                                                                                       | Bayern Mnichov (9)           | Werder Brémy             | KFC Uerdingen 05         |
| 1986 – 1987                                                                                       | Bayern Mnichov (10)          | Hamburger SV             | Borussia Mönchengladbach |
| 1987 – 1988                                                                                       | Werder Brémy (2)             | Bayern Mnichov           | 1. FC Köln               |
| 1988 – 1989                                                                                       | Bayern Mnichov (11)          | 1. FC Köln               | Werder Brémy             |
| 1989 – 1990                                                                                       | Bayern Mnichov (12)          | 1. FC Köln               | Eintracht Frankfurt      |
| 1990 – 1991                                                                                       | 1. FC Kaiserslautern (3)     | Bayern Mnichov           | Werder Brémy             |
| • V roce 1991 došlo k opětovnému sloučení Fußball-Bundesligy NSR (od 1963) s Fotbalovou ligou NDR |                              |                          |                          |
| 1991 – 1992                                                                                       | VfB Stuttgart (4)            | Borussia Dortmund        | Eintracht Frankfurt      |
| 1992 – 1993                                                                                       | Werder Brémy (3)             | Bayern Mnichov           | Eintracht Frankfurt      |
| 1993 - 1994                                                                                       | Bayern Mnichov (13)          | 1. FC Kaiserslautern     | Bayer 04 Leverkusen      |
| 1994 – 1995                                                                                       | Borussia Dortmund (4)        | Werder Brémy             | SC Freiburg              |
| 1995 – 1996                                                                                       | Borussia Dortmund (5)        | Bayern Mnichov           | FC Schalke 04            |
| 1996 – 1997                                                                                       | Bayern Mnichov (14)          | Bayer 04 Leverkusen      | Borussia Dortmund        |
| 1997 – 1998                                                                                       | 1. FC Kaiserslautern (4)     | Bayern Mnichov           | Bayer 04 Leverkusen      |
| 1998 – 1999                                                                                       | Bayern Mnichov (15)          | Bayer 04 Leverkusen      | Hertha BSC               |
| 1999 – 2000                                                                                       | Bayern Mnichov (16)          | Bayer 04 Leverkusen      | Hamburger SV             |
| 2000 – 2001                                                                                       | Bayern Mnichov (17)          | FC Schalke 04            | Borussia Dortmund        |
| 2001 – 2002                                                                                       | Borussia Dortmund (6)        | Bayer 04 Leverkusen      | Bayern Mnichov           |
| 2002 – 2003                                                                                       | Bayern Mnichov (18)          | VfB Stuttgart            | Borussia Dortmund        |
| 2003 – 2004                                                                                       | Werder Brémy (4)             | Bayern Mnichov           | Bayer 04 Leverkusen      |
| 2004 – 2005                                                                                       | Bayern Mnichov (19)          | FC Schalke 04            | Werder Brémy             |
| 2005 – 2006                                                                                       | Bayern Mnichov (20)          | Werder Brémy             | Hamburger SV             |
| 2006 – 2007                                                                                       | VfB Stuttgart (5)            | FC Schalke 04            | Werder Brémy             |
| 2007 – 2008                                                                                       | Bayern Mnichov (21)          | Werder Brémy             | FC Schalke 04            |
| 2008 – 2009                                                                                       | VfL Wolfsburg (1)            | Bayern Mnichov           | VfB Stuttgart            |
| 2009 – 2010                                                                                       | Bayern Mnichov (22)          | FC Schalke 04            | Werder Brémy             |
| 2010 – 2011                                                                                       | Borussia Dortmund (7)        | Bayer 04 Leverkusen      | Bayern Mnichov           |
| 2011 – 2012                                                                                       | Borussia Dortmund (8)        | Bayern Mnichov           | FC Schalke 04            |
| 2012 – 2013                                                                                       | Bayern Mnichov (23)          | Borussia Dortmund        | Bayer 04 Leverkusen      |
| 2013 – 2014                                                                                       | Bayern Mnichov (24)          | Borussia Dortmund        | FC Schalke 04            |
| 2014 – 2015                                                                                       | Bayern Mnichov (25)          | VfL Wolfsburg            | Borussia Mönchengladbach |
| 2015 – 2016                                                                                       | Bayern Mnichov (26)          | Borussia Dortmund        | Bayer 04 Leverkusen      |
| 2016 – 2017                                                                                       | Bayern Mnichov (27)          | RB Leipzig               | Borussia Dortmund        |
| 2017 - 2018                                                                                       | Bayern Mnichov (28)          | FC Schalke 04            | TSG 1899 Hoffenheim      |
| 2018 - 2019                                                                                       | Bayern Mnichov (29)          | Borussia Dortmund        | RB Leipzig               |
| 2019 - 2020                                                                                       | Bayern Mnichov (30)          | Borussia Dortmund        | RB Leipzig               |
| 2020 - 2021                                                                                       | Bayern Mnichov (31)          | RB Leipzig               | Borussia Dortmund        |
| 2021 - 2022                                                                                       | Bayern Mnichov (32)          | Borussia Dortmund        | Bayer 04 Leverkusen      |
| 2022 - 2023                                                                                       | Bayern Mnichov (33)          | Borussia Dortmund        | RB Leipzig               |
| 2023 - 2024                                                                                       | Bayer 04 Leverkusen (1)      | VfB Stuttgart            | Bayern Mnichov           |
| 2024 - 2025                                                                                       | Bayern Mnichov (34)          | Bayer 04 Leverkusen      | Eintracht Frankfurt      |

Hvězdičky za mistrovské tituly se v Německu počítají pouze za tituly po vzniku Bundesligy v roce 1963. Jedna hvězda je za tři tituly, dvě hvězdy za pět titulů, tři hvězdy za 10 titulů, čtyři hvězdy za 20 titulů a pět hvězd za 30 titulů. 

## Úspěchy německých klubů v mezinárodních pohárech

### Liga mistrů UEFA
| Klub                     | Zlatá medaile | Stříbrná medaile | Vítězné roky                       | Prohraná finále              |
| ------------------------ | ------------- | ---------------- | ---------------------------------- | ---------------------------- |
| Bayern Mnichov           | 6             | 5                | 1974, 1975, 1976, 2001, 2013, 2020 | 1982, 1987, 1999, 2010, 2012 |
| Hamburger SV             | 1             | 1                | 1983                               | 1980                         |
| Borussia Dortmund        | 1             | 1                | 1997                               | 2013                         |
| Eintracht Frankfurt      | -             | 1                |                                    | 1960                         |
| Borussia Mönchengladbach | -             | 1                |                                    | 1977                         |
| Bayer 04 Leverkusen      | -             | 1                |                                    | 2002                         |

### Pohár UEFA /Evropská liga UEFA
| Klub                     | Zlatá medaile | Stříbrná medaile | Vítězné roky | Prohraná finále |
| ------------------------ | ------------- | ---------------- | ------------ | --------------- |
| Borussia Mönchengladbach | 2             | 2                | 1975, 1979   | 1973, 1980      |
| Bayern Mnichov           | 1             | -                | 1996         |                 |
| Eintracht Frankfurt      | 1             | -                | 1980         |                 |
| Bayer 04 Leverkusen      | 1             | -                | 1988         |                 |
| FC Schalke 04            | 1             | -                | 1997         |                 |
| Borussia Dortmund        | -             | 2                |              | 1993, 2002      |
| Hamburger SV             | -             | 1                |              | 1982            |
| 1. FC Köln               | -             | 1                |              | 1986            |
| VfB Stuttgart            | -             | 1                |              | 1989            |
| Werder Brémy             | -             | 1                |              | 2009            |

### Pohár vítězů pohárůUEFA
| Klub                     | Zlatá medaile | Stříbrná medaile | Vítězné roky | Prohraná finále |
| ------------------------ | ------------- | ---------------- | ------------ | --------------- |
| Hamburger SV             | 1             | 1                | 1977         | 1968            |
| Borussia Dortmund        | 1             | -                | 1966         |                 |
| Bayern Mnichov           | 1             | -                | 1967         |                 |
| 1. FC Magdeburg          | 1             | -                | 1974         |                 |
| Werder Brémy             | 1             | -                | 1992         |                 |
| TSV 1860 München         | -             | 1                |              | 1965            |
| Fortuna Düsseldorf       | -             | 1                |              | 1979            |
| FC Carl Zeiss Jena       | -             | 1                |              | 1981            |
| 1. FC Lokomotive Leipzig | -             | 1                |              | 1987            |
| VfB Stuttgart            | -             | 1                |              | 1998            |

### Superpohár UEFA
| Klub              | Zlatá medaile | Stříbrná medaile | Vítězné roky | Prohraná finále  |
| ----------------- | ------------- | ---------------- | ------------ | ---------------- |
| Bayern Mnichov    | 2             | 3                | 2013, 2020   | 1975, 1976, 2001 |
| Hamburger SV      | -             | 2                |              | 1977, 1983       |
| Borussia Dortmund | -             | 1                |              | 1997             |
| Werder Brémy      | -             | 1                |              | 1992             |

### Interkontinentální pohár
| Klub                     | Zlatá medaile | Stříbrná medaile | Vítězné roky | Prohraná finále |
| ------------------------ | ------------- | ---------------- | ------------ | --------------- |
| Bayern Mnichov           | 2             | -                | 1976, 2001   |                 |
| Borussia Dortmund        | 1             | -                | 1997         |                 |
| Hamburger SV             | -             | 2                |              | 1983            |
| Borussia Mönchengladbach | -             | 1                |              | 1979            |

## Historická tabulka střelců

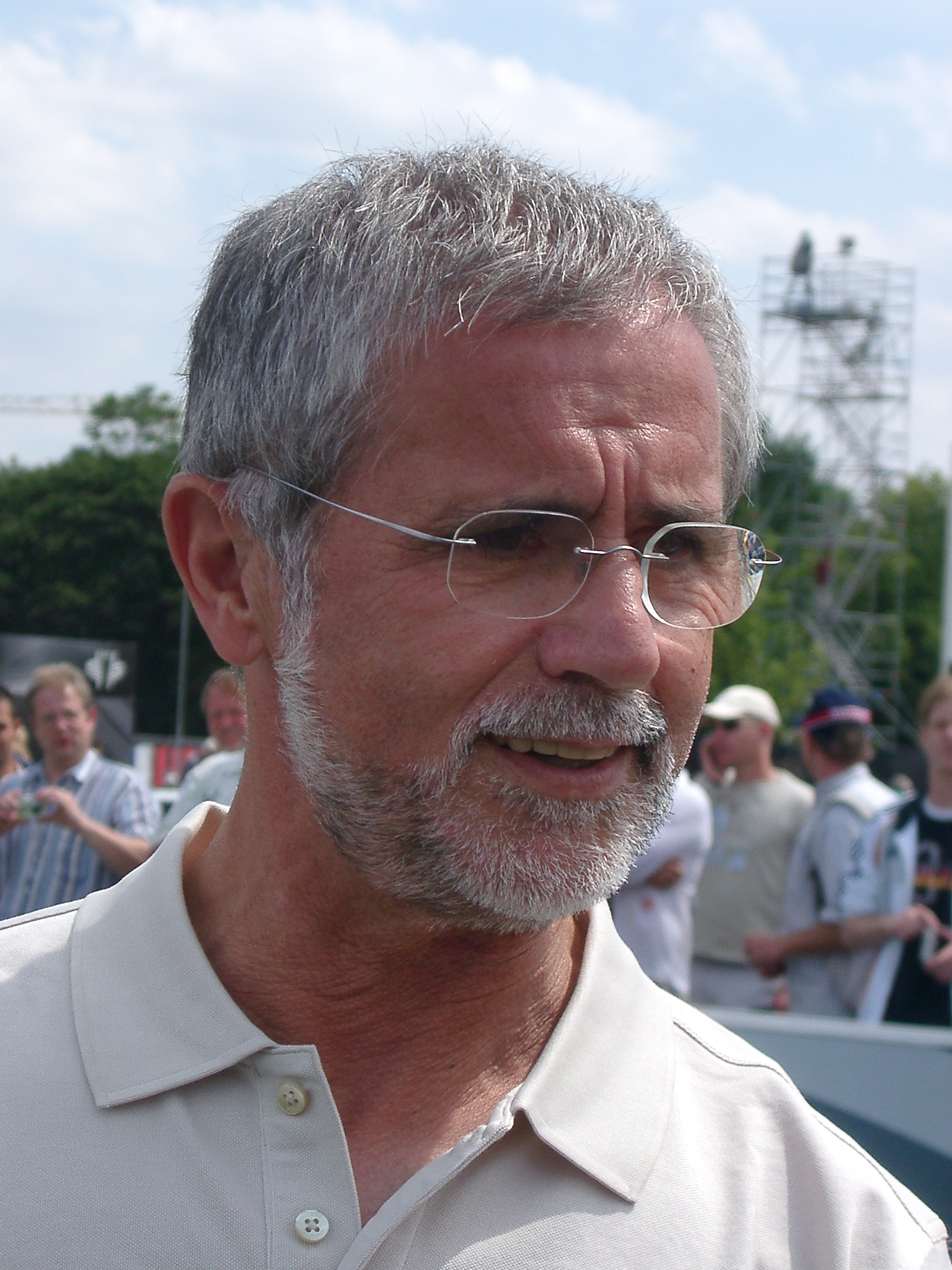
Gerd Müller

Pozn.: platí k červenci 2020, zdroj:
| Hráč | Hráč                | Období               | Klub                                     | Zápasy | Góly | Gól/záp. |
| ---- | ------------------- | -------------------- | ---------------------------------------- | ------ | ---- | -------- |
| 1.   | Gerd Müller         | 1965–1979            | Bayern Mnichov                           | 427    | 365  | (0,85)   |
| 2.   | Klaus Fischer       | 1968–1988            | FC Schalke 04                            | 535    | 268  | (0,50)   |
| 3.   | Robert Lewandowski  | 2010–2022            | Borussia Dortmund, Bayern Mnichov        | 321    | 238  | (0,74)   |
| 4.   | Jupp Heynckes       | 1965–1978            | Borussia Mönchengladbach                 | 369    | 220  | (0,60)   |
| 5.   | Manfred Burgsmüller | 1969–1990            | Borussia Dortmund                        | 447    | 213  | (0,48)   |
| 6.   | Claudio Pizarro     | 1999–2007, 2008–2020 | Bayern Mnichov, Werder Brémy, 1. FC Köln | 490    | 197  | (0,4)    |
| 7.   | Ulf Kirsten         | 1990–2003            | Bayer 04 Leverkusen                      | 350    | 182  | (0,52)   |
| 8.   | Stefan Kuntz        | 1983–1999            | 1. FC Kaiserslautern                     | 449    | 179  | (0,40)   |
| 9.   | Dieter Müller       | 1973–1986            | 1. FC Köln                               | 303    | 177  | (0,58)   |
|      | Klaus Allofs        | 1975–1993            | 1. FC Köln                               | 424    | 177  | (0,42)   |

- tučně jsou označeni aktivní fotbalisté
- v kolonce Období je období, během kterého daný hráč působil v Bundeslize
- v kolonce Klub je klub, za který daný hráč nastřílel nejvíce branek

## Mistři německých ligových soutěží před Bundesligou[4]
| Ročník                                           | Ligová soutěž NSR            | Německá liga                  | Mistrovství NDR                 |
| ------------------------------------------------ | ---------------------------- | ----------------------------- | ------------------------------- |
| 1903                                             |                              | VfB Leipzig (1)               |                                 |
| 1904                                             |                              | nedokončeno                   |                                 |
| 1905                                             |                              | Union 92 Berlin (1)           |                                 |
| 1906                                             |                              | VfB Leipzig (2)               |                                 |
| 1907                                             |                              | Freiburger FC (1)             |                                 |
| 1908                                             |                              | BFC Viktoria 1889 (1)         |                                 |
| 1909                                             |                              | Karlsruher FC Phönix (1)      |                                 |
| 1910                                             |                              | Karlsruher FV (1)             |                                 |
| 1911                                             |                              | BFC Viktoria 1889 (2)         |                                 |
| 1912                                             |                              | Holstein Kiel (1)             |                                 |
| 1913                                             |                              | VfB Leipzig (3)               |                                 |
| 1914                                             |                              | SpVgg Fürth (1)               |                                 |
| • První světová válka                            |                              |                               |                                 |
| 1920                                             |                              | 1. FC Norimberk (1)           |                                 |
| 1921                                             |                              | 1. FC Norimberk (2)           |                                 |
| 1922                                             |                              | titul neudělen                |                                 |
| 1923                                             |                              | Hamburger SV (1)              |                                 |
| 1924                                             |                              | 1. FC Norimberk (3)           |                                 |
| 1925                                             |                              | 1. FC Norimberk (4)           |                                 |
| 1926                                             |                              | SpVgg Fürth (2)               |                                 |
| 1927                                             |                              | 1. FC Norimberk (5)           |                                 |
| 1928                                             |                              | Hamburger SV (2)              |                                 |
| 1929                                             |                              | SpVgg Fürth (3)               |                                 |
| 1930                                             |                              | Hertha BSC (1)                |                                 |
| 1931                                             |                              | Hertha BSC (2)                |                                 |
| 1932                                             |                              | FC Bayern Mnichov (1)         |                                 |
| 1933                                             |                              | Fortuna Düsseldorf (1)        |                                 |
| 1934                                             |                              | FC Schalke 04 (1)             |                                 |
| 1935                                             |                              | FC Schalke 04 (2)             |                                 |
| 1936                                             |                              | 1. FC Norimberk (6)           |                                 |
| 1937                                             |                              | FC Schalke 04 (3)             |                                 |
| 1938                                             |                              | Hannover 96 (1)               |                                 |
| 1939                                             |                              | FC Schalke 04 (4)             |                                 |
| 1940                                             |                              | FC Schalke 04 (5)             |                                 |
| 1941                                             |                              | SK Rapid Vídeň (Rakousko) (1) |                                 |
| 1942                                             |                              | FC Schalke 04 (6)             |                                 |
| 1943                                             |                              | Dresdner SC (1)               |                                 |
| 1944                                             |                              | Dresdner SC (2)               |                                 |
| • Druhá světová válka ⇒ Okupace Německa          |                              |                               |                                 |
| 1948                                             | 1. FC Norimberk (7)          |                               | SG Planitz                      |
| 1949                                             | VfR Mannheim (1)             |                               | Union Halle                     |
| 1950                                             | VfB Stuttgart (1)            |                               | Horch Zwickau                   |
| 1951                                             | 1. FC Kaiserslautern (1)     |                               | BSG Chemie Leipzig              |
| 1952                                             | VfB Stuttgart (2)            |                               | Turbine Halle                   |
| 1953                                             | 1. FC Kaiserslautern (2)     |                               | Dynamo Drážďany                 |
| 1954                                             | Hannover 96 (2)              |                               | Turbine Erfurt                  |
| 1955                                             | Rot-Weiss Essen (1)          |                               | Turbine Erfurt                  |
| 1956                                             | Borussia Dortmund (1)        |                               | Wismut Karl-Marx-Stadt          |
| 1957                                             | Borussia Dortmund (2)        |                               | Wismut Karl-Marx-Stadt          |
| 1958                                             | FC Schalke 04 (7)            |                               | ASK Vorwärts Berlin             |
| 1959                                             | Eintracht Frankfurt (1)      |                               | Wismut Karl-Marx-Stadt          |
| 1960                                             | Hamburger SV (3)             |                               | SK Vorwärts Berlin              |
| 1961                                             | 1. FC Norimberk (8)          |                               | přechod na formát „Podzim-jaro“ |
| 1962                                             | 1. FC Köln (1)               |                               | ASK Vorwärts Berlin             |
| 1963                                             | Borussia Dortmund (3)        |                               | Motor Jena                      |
| 1964                                             | 1. ročník Fußball-Bundesligy |                               | BSG Chemie Leipzig              |
| 1965                                             |                              |                               | ASK Vorwärts Berlin             |
| 1966                                             |                              |                               | ASK Vorwärts Berlin             |
| 1967                                             |                              |                               | FC Karl-Marx-Stadt              |
| 1968                                             |                              |                               | FC Carl Zeiss Jena              |
| 1969                                             |                              |                               | ASK Vorwärts Berlin             |
| 1970                                             |                              |                               | FC Carl Zeiss Jena              |
| 1971                                             |                              |                               | Dynamo Drážďany                 |
| 1972                                             |                              |                               | 1. FC Magdeburg                 |
| 1973                                             |                              |                               | Dynamo Drážďany                 |
| 1974                                             |                              |                               | 1. FC Magdeburg                 |
| 1975                                             |                              |                               | 1. FC Magdeburg                 |
| 1976                                             |                              |                               | Dynamo Drážďany                 |
| 1977                                             |                              |                               | Dynamo Drážďany                 |
| 1978                                             |                              |                               | Dynamo Drážďany                 |
| 1979                                             |                              |                               | Dynamo Berlin                   |
| 1980                                             |                              |                               | Dynamo Berlin                   |
| 1981                                             |                              |                               | Dynamo Berlin                   |
| 1982                                             |                              |                               | Dynamo Berlin                   |
| 1983                                             |                              |                               | Dynamo Berlin                   |
| 1984                                             |                              |                               | Dynamo Berlin                   |
| 1985                                             |                              |                               | Dynamo Berlin                   |
| 1986                                             |                              |                               | Dynamo Berlin                   |
| 1987                                             |                              |                               | Dynamo Berlin                   |
| 1988                                             |                              |                               | Dynamo Berlin                   |
| 1989                                             |                              |                               | Dynamo Berlin                   |
| 1990                                             |                              |                               | Dynamo Drážďany                 |
| 1991                                             |                              |                               | FC Hansa Rostock                |
| • Sloučení Mistrovství NDR s Fußball-Bundesligou |                              |                               |                                 |